# Hinterbreitenthann
Hinterbreitenthann ist ein Gemeindeteil der Stadt Feuchtwangen im Landkreis Ansbach (Mittelfranken, Bayern). Hinterbreitenthann liegt in der Gemarkung Vorderbreitenthann.

## Geographie
Das Dorf Hinterbreitenthann liegt auf einer Hochebene, die aus Grünflächen mit vereinzelten Baumbestand und Ackerland besteht. Gegen Westen bildet der Krummbach, einem linken Zufluss der Sulzach, eine Talmulde. Dort liegt die zugehörige Einöde Unterglasmühle. 0,5 km nordwestlich erhebt sich der Wolfsberg (513 m ü. NHN), 0,75 km südwestlich liegt das Waldgebiet Im Schor. Eine Gemeindeverbindungsstraße führt nach Oberdallersbach (1,5 km südwestlich) bzw. zur Staatsstraße 1066 (0,5 km nordöstlich), eine weitere führt nach Vorderbreitenthann zur St 1066 (0,8 km südöstlich).

## Geschichte
Hinterbreitenthann lag im Fraischbezirk des ansbachischen Oberamtes Feuchtwangen. Im Jahr 1732 bestand der Ort aus 13 Anwesen und 1 Gemeindehirtenhaus. Grundherren waren
- Ämter von Feuchtwangen
  - Stiftsverwalteramt Feuchtwangen: 1 Mahlmühle, 3 Güter, 1 Sölde;
  - Stadtvogteiamt Feuchtwangen: 1 Halbhof, 1 Gütlein;
  - Klosterverwalteramt Sulz: Untere Mühle, 1 Köblersgütlein;
  - Kastenamt Feuchtwangen: 1 Hof, 1 Gut; die Abgaben gingen an das Spital Ansbach;
- Hochstift Eichstätt: 1 Hof, 1 Halbhof.[5]

An diesen Verhältnissen änderte sich bis zum Ende des Alten Reiches nichts. Von 1797 bis 1808 unterstand der Ort dem Justiz- und Kammeramt Feuchtwangen.
Mit dem Gemeindeedikt (frühes 19. Jahrhundert) wurde Hinterbreitenthann dem Steuerdistrikt Dorfgütingen und der Ruralgemeinde Vorderbreitenthann zugeordnet. Im Zuge der Gebietsreform in Bayern wurde Hinterbreitenthann am 1. Januar 1972 nach Feuchtwangen eingemeindet.

## Einwohnerentwicklung
| Jahr      | 001818 | 001840 | 001861 | 001871 | 001885 | 001900 | 001925 | 001950 | 001961 | 001970 | 001987 |
| Einwohner | 68     | 88     | 94     | 104    | 107    | 98     | 106    | 139    | 103    | 93     | 91     |
| Häuser    | 14     | 18     |        |        | 20     | 20     | 20     | 21     | 22     |        | 20     |
| Quelle    | [ 10 ] | [ 11 ] | [ 12 ] | [ 13 ] | [ 14 ] | [ 15 ] | [ 16 ] | [ 17 ] | [ 18 ] | [ 19 ] | [ 1 ]  |

## Religion
Der Ort ist seit der Reformation evangelisch-lutherisch geprägt und bis heute nach Feuchtwangen gepfarrt. Die Einwohner römisch-katholischer Konfession sind nach Mariä Sieben Schmerzen (Weinberg) gepfarrt.